# Auguste Mimerel
Auguste Pierre Rémi Mimerel, né le 1er juin 1786 à Amiens (Somme) et mort le 16 avril 1871 à Roubaix, est un industriel et homme politique français. Il est le pionnier de l'organisation syndicale du patronat français en ayant fondé en 1842 le « Comité de l'industrie », dont le journaliste Roger Priouret, historien du patronat français, écrit qu'il était « aussi représentatif de l’industrie de l’époque que le sera le CNPF un siècle plus tard ».

## Biographie

### L'industriel
Auguste Mimerel est le fondateur d'une des plus importantes filatures de coton du département du Nord. En 1816, il est envoyé par le conseil des prud'hommes de Roubaix, pour obtenir du ministère de l'intérieur le droit de marquer, dans les bureaux publics de mesurage, la largeur des étoffes aussi bien que leur longueur. En 1827, il est envoyé par le commerce de Lille et de Roubaix pour répondre dans l'enquête sur l'utilité et les moyens de réprimer la fraude des cotons filés anglais. La même année, il est nommé président du conseil de prud'hommes de Roubaix, et en 1830, président de la chambre consultative des manufactures de la même ville.
En 1833, il est envoyé par les villes de Lille, Roubaix et Tourcoing, pour s'opposer à la levée de la prohibition sur les produits des filatures et tissus étrangers : l'enquête se tenait devant le conseil supérieur du commerce et en présence de MM. d'Argout, Thiers et Duchâtel, successivement ministres du commerce. Cette mission qu'il remplit avec un zèle et une aptitude au-dessus de tout éloge, lui valut la croix de la Légion d'honneur.
Nommé en 1834, par le gouvernement, membre du conseil général des manufactures, il n'accepte l'année suivante les fonctions de maire de Roubaix que pour poursuivre l'obtention d'un canal qui devait donner les eaux indispensables à l'industrie de Roubaix. Une loi ayant décrété le percement de ce canal en 1836, Auguste Mimerel résigne ses fonctions de maire pour accepter celles de membre de la chambre de commerce de Lille où il siège jusqu'en 1852. Il est envoyé par cette chambre en Belgique où il demande, et obtient par une loi, la continuation du canal de Roubaix. Il est nommé en 1840, président du conseil général des manufactures.
En 1844, il est nommé membre du jury de l'exposition nationale et préside dans cette assemblée la « section des filatures et tissus », de 1849 à 1855.
Auguste Mimerel a vécu et prospéré dans les affaires industrielles ; « c'est l'un des premiers manufacturiers de Roubaix où il a élevé l'une des plus belles fabriques de France, connue sous le nom de fabrique monstre. Il était adoré de ses ouvriers qu'il a toujours conduits avec une modération, un esprit de justice et une bienveillance qui l'ont fait généralement estimer ».
De par l'importance de la filature de coton qu'il possédait à Roubaix, Auguste Mimerel était connu sous le nom de « Mimerel de Roubaix », l'un des plus riches manufacturiers du Nord.

### La fondation du patronat français, pour lutter contre le libre-échange
Auguste Mimerel fonda en 1842 le « Comité de l'industrie », appelé « Comité Mimerel » qui sera modifié en 1846 en « Association pour la défense du travail national ». En fondant ce comité, son but était de regrouper les énergies pour lutter contre les thèses libre-échangistes qui se développaient compte tenu de l'importance que prenaient alors les marchés internationaux, thèses propagées en France par des agents d'influence britanniques. Hanté par l'ouverture des frontières et la baisse des tarifs douaniers, il fut l'infatigable défenseur du protectionnisme. Président du conseil supérieur des manufactures et du commerce, il passait pour un esprit fort indépendant. Il est « surtout connu par l'énergie avec laquelle il combattit les doctrines du libre-échange lorsqu'elles agitaient la France en 1847. Il était alors le très actif président du comité central protectionniste ».
Auguste Mimerel s'inscrit dans la tradition protectionniste,,. « Orléaniste pendant dix-huit ans, républicain de circonstance (le temps d'une campagne électorale en 1849 pour se faire élire représentant du peuple), bonapartiste pendant vingt-et-un ans, ses actes et ses paroles à la tête du patronat français prouvent que la muraille de Chine a été voulue par la très grande majorité du monde industriel dont l'ascendant sur le monde politique était irrésistible ». C'est ainsi qu'il obtient en février 1849 l’exclusion des produits étrangers à l’Exposition universelle de Paris.
Auguste Mimerel justifie sa thèse : défendre le travail national et créer le bien-être pour la classe ouvrière, selon lui heureuse en France grâce au protectionnisme et malheureuse en Angleterre à cause du libre-échange. « Il se fixa en une idée motrice qui mobilisa toutes ses forces vives : la lutte contre le libre-échange rendu nécessaire par l'importance soudaine des marchés internationaux ; la hantise de l'ouverture des frontières, des traités de commerce qui abaissent les tarifs douaniers. Mimerel fut, dans le Nord comme à Paris, sous Louis-Philippe comme au temps de la seconde République et de Napoléon III, l'incarnation de l'enfermement hexagonal considéré comme un dogme vital, d'une espèce de nationalisme exaspéré qui, en fait, devait coûter à la France industrielle des décennies de retard, notamment par rapport à la Grande-Bretagne ».
Les doctrines du Comité Mimerel furent critiqués par l'économiste libéral Frédéric Bastiat dans une brochure adressée à Adolphe Thiers publiée en 1849 sous le nom Protectionisme [sic] et communisme où l'économiste reproche au comité de faire le jeu du communisme auquel il prétend pourtant s'opposer.

### Le politique

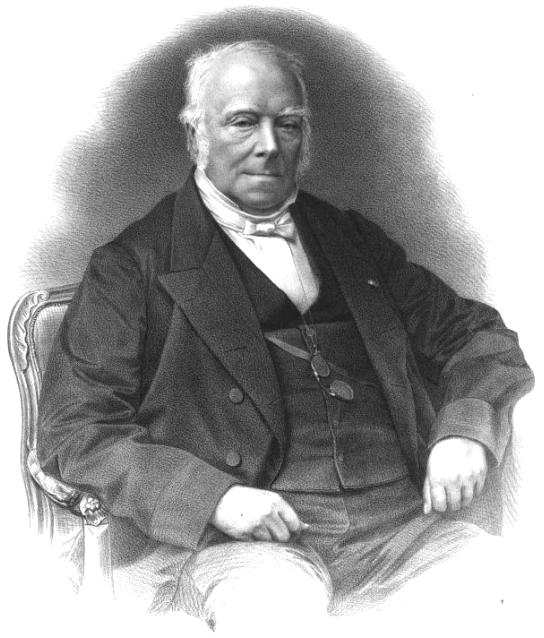
Auguste Mimerel

Membre du conseil municipal de Roubaix le 5 octobre 1830, il est nommé maire de la ville le 9 avril 1834 par Louis-Philippe. Il en démissionne deux ans plus tard, après le vote de la loi décidant le percement du canal de Roubaix.
Il se présente à la députation dans le 3e collège du Nord (Lille), le 1er août 1846 mais il échoue avec 491 voix contre 529 à M. de Villeneuve-Bargemon qui est élu. Il échoue à nouveau le 23 avril 1848 puis le 4 juin 1848.
À partir de 1849, les suffrages de ses concitoyens viennent le chercher, Auguste Mimerel, candidat du parti modéré, est élu par le département du Nord le 13 mai 1849 à l'Assemblée législative, le 7e sur 24, par 92 982 voix (183 521 votants, 290 196 inscrits). « À l'assemblée, il a, dans les commissions, été souvent d'un grand secours par son esprit droit et son expérience. Il a en général soutenu tous les projets présentés par le gouvernement ».
En 1851, Auguste Mimerel propose au conseil général des manufactures et fait adopter par les trois conseils généraux réunis de l'agriculture, des manufactures et du commerce, un vœu demandant la stabilité dans le pouvoir suprême. C'était demander l'Empire dont on ne prononçait pas encore le nom.
le 23 janvier 1852, il est nommé « sénateur à vie » et le 22 août 1860, par décret impérial, président du conseil général du Nord. On le surnommera ensuite le « vice-roi du Nord ».
Le 21 mars 1866, il est titré comte de l'Empire par décret impérial). Le 31 août 1867, il reçoit l'empereur Napoléon III et l'impératrice dans son château, rue du Grand chemin.

### Famille
En 1809, il épouse Marie-Joséphine Flahaut, civilement le 11 mai et religieusement en l'église Saint-Germain-l'Auxerrois de Paris le 14 août. Son fils Antoine Auguste Édouard voit le jour le 13 mars 1812 et se marie le 18 juin 1837 à Lille avec Laure Henriette Marie Anne Scrive. Contrairement à la tradition du patronat roubaisien, il n'épouse pas une Roubaisienne, mais une Lilloise, scellant ainsi une alliance avec l'une des plus importantes familles industrielles de Lille, la ville « ennemie ».
Il meurt le 16 avril 1871 dans son château de Roubaix. Le 12 novembre 1875, sa femme meurt à son tour.

## Distinctions
- Grand officier de la Légion d'honneur par décret en 1863 (nommé chevalier en 1833, promu officier en 1846, promu commandeur le 15 août 1852)[18]
- Commandeur de l'Ordre de Léopold[3]
- Commandeur de l'ordre de Notre-Dame Conception de Villavicosa de Portugal[3]
- médaille d'or de la chambre de commerce de Lille (1838)
- médaille d'or de la chambre consultative des arts et manufactures de Roubaix (1843)
- médaille d'or de la chambre consultative des arts et manufactures de Roubaix (1859). Cette médaille lui a été remise en témoignage de reconnaissance pour les nombreux services rendus à la France manufacturière, en tant que président du Comité pour la défense du travail national, et en particulier par son action ayant permis l'ajournement de la réforme douanière du 11 mai 1859[19].

### Hommage
Une rue de Roubaix porte son nom depuis le 14 novembre 1890. Cette rue a été ouverte au sein du parc de sa propriété.

## Humour
C'est dans le pavillon de chasse de son château que naîtra Raymond Devos, le 9 novembre 1922.

## Armoiries et devise

### Armoiries

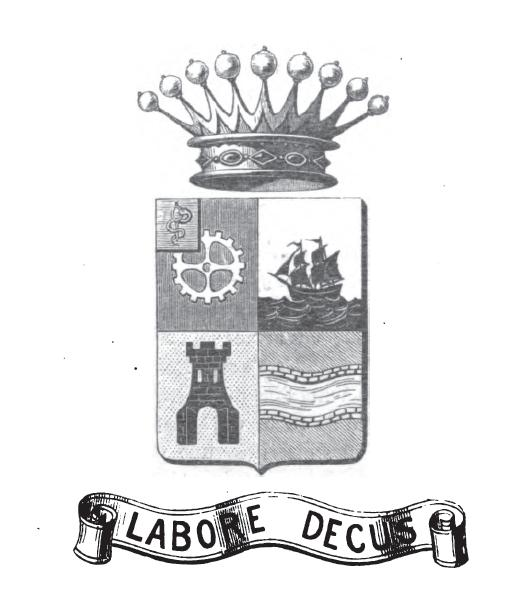
Armoiries du Comte Mimerel.

Lorsque le titre de comte lui a été conféré, on pensait qu'Auguste Mimerel prendrait les armoiries des anciens seigneurs de Roubaix. Mais il a préféré des armes allusives, et les lettres patentes de la collation de titre lui donnent pour blason : écartelé, au 1er de gueules, à la roue crénelée d'argent ; au 2e d'argent, au navire équipé, flottant dans une baie de sable ; au 3e d'or, à la tour de sable ; au 4e de sinople, au canal courant d'argent : au franc quartier de comté sénateur.
Ces armoiries ont été concédées à la famille Mimerel dans les lettres patentes du titre de comte conféré à son chef actuel par l'Empereur Napoléon III le 21 mars 1866 : écartelé, au 1, de gueules, à une roue d'horloge d'argent ; au franc quartier de Comte-sénateur, qui est, d'azur, au miroir d'or en pal, autour duquel se tortille et se mire un serpent d'argent ; au 2, d'argent à un navire de sable équipé, voguant sur une mère du même ; au 3, d'or, à une tour ouverte de sable ; au 4, de sinople, à un canal d'argent ondé, maçonné sur les bords. Elles sont emblématiques et allusives et peuvent s'expliquer ainsi : la roue placée au premier quartier rappelle l'industrie à laquelle la famille Mimerel s'est consacrée depuis plus de deux siècles ; le navire, au deuxième, fait allusion aux fonctions de président du conseil général des manufactures dont les délibérations ont trait au grand commerce extérieur ; la tour, au troisième, rappelle les fonctions de maire de la ville de Roubaix ; enfin, le canal, au quatrième, la part importante et décisive qu'a prise le titulaire à la création du canal de Roubaix, canal qui a donné à cette ville les eaux indispensables à ses nombreux établissements industriels.
Une autre description est donnée dans un armorial :  Écartelé: au 1, de gueules, à une roue de moulin d'argent; au 2, d'argent, à un navire équipé de sable, voguant sur une mer du même; au 3, d'or, à une tour de sable; au 4, de sinople, à la fasce d'argent..

### Devise
Sa devise était « Labore decus ».

## Œuvres: rapports, interventions et discours
- La prohibition sur les fils de coton (27 octobre 1834)
- La question du paupérisme envisagée dans ses rapports avec l'industrie (29 octobre 1841)
- Du paupérisme dans ses rapports avec l'industrie en France et en Angleterre (1842)
- Sur l'internationalisation de l'exposition de Paris en 1849 (8 mars 1849)
- Le travail de nuit et le travail des enfants (23 et 28 novembre 1848)
- Les retraites ouvrières (avril 1850)
- Rapport sur l'industrie cotonnière à l'occasion de l'exposition universelle de Londres en 1851
- Les tarifs douaniers (7 septembre 1856)

## Pour approfondir

### Iconographie
- Auguste Mimerel, tableau de Claudius Jacquand (1803 - 1878), 1866, musée de Roubaix
- L’Empereur et l’Impératrice reçus chez le sénateur-comte Mimerel à Roubaix, le 29 août 1867[23], tableau de Claudius Jacquand, musée national du château de Compiègne